# Nanoby
Nanoby – małe, nitkowate struktury, odkryte po raz pierwszy w 1996 r. w skałach i osadach w Australii. Pewne hipotezy sugerują, że są to ślady najmniejszych form życia, dziesięć razy mniejszych niż najmniejsze znane dziś bakterie.
Odkrycie nanobów ogłosiła Philipa Uwins z Uniwersytetu Queensland w Australii.
Najmniejsze struktury mają 20 nanometrów średnicy. Niektórzy naukowcy uważają, że są to jedynie nieożywione formy krystaliczne, ale odnalezienie DNA w próbkach nanobów może wskazywać na organizmy żywe. Ich morfologiczne struktury są zbliżone do struktur obserwowanych w marsjańskim meteorycie ALH 84001 znalezionym na Antarktydzie. Niektóre firmy biotechnologiczne zastanawiają się nad komercyjnym wykorzystaniem nanobów w utylizacji tworzyw sztucznych. Nanoby (podobnie jak nanobakterie) podejrzewane są o bycie patogenami, biorącymi udział w niektórych chorobach (np. w formowaniu się niektórych typów kamieni nerkowych). Próbuje się je także wiązać z mineralizacją zębów, co czyniłoby je ważnymi symbiontami.
Istnienie nanobów, podobnie jak nanobakterii, jest dość kontrowersyjne i wciąż brakuje na to przekonujących dowodów, jakkolwiek nie można mylić jednych z drugimi. W przeciwieństwie do nanobów, nanobakterie miałyby być otoczone ścianą - na wzór współcześnie znanych bakterii, podczas gdy nanoby miałyby stanowić całkowicie nową, wcześniej nieznaną grupę organizmów. Podobnie obie domniemane grupy są badane w różny sposób i odkryto je w innych okolicznościach.

## Założenia
- twory żywe, zawierające DNA lub jakieś jego analogi i reprodukujące się (niekoniecznie w sposób znany współczesnej biologii);
- rosną swobodnie na podłożach nieorganicznych;
- morfologicznie zbliżone do Actinomycetes i grzybów;
- morfologicznie zbliżone do struktur obserwowanych w marsjańskim meteorycie ALH 84001, co mogłoby być dodatkowym dowodem na możliwość istnienia życia na Marsie;
- brak dowodów i doniesień utożsamiających je z nanobakteriami, jakkolwiek wykazują z nimi pewne wspólne cechy.